# Vénalité des offices en France
Pour un article plus général, voir Vénalité des offices.
La vénalité des charges ou vénalité des offices désigne un système, propre à certaines sociétés, dans lequel les fonctions et charges sont attribuées comme un bien monnayable : la personne désirant occuper une charge doit s'acquitter pour cela d'une certaine somme d'argent. La vénalité des offices est une pratique qui s’est mise en place en France sous l’Ancien Régime. Elle a consisté en l’attribution d’une valeur financière aux charges exercées par les agents administratifs royaux. Il s’agit de la première étape vers le système de la patrimonialité des offices, qui est complété par l’hérédité de ces mêmes charges.
Ce système s'oppose à d'autres systèmes d'attribution des charges, notamment au mérite (diplôme, expérience, formations reconnues), à l'ancienneté, etc.

## Historique

### La stabilité des charges royales (XIIIe–XVesiècle)
À partir du XIIIe siècle, l’autorité royale s’affirme clairement, à la suite de l’épisode de la féodalité. Le roi reconquiert son territoire et ses prérogatives. Toutefois, pour faire connaître ses ordres et s’assurer de leur bonne exécution sur un territoire agrandi, il va devoir déléguer son pouvoir. Des agents royaux apparaissent et se multiplient rapidement dans l’ensemble des provinces, constituant les prémices de l’administration royale. À mesure que leur nombre augmente, ils vont se spécialiser et se professionnaliser. En contrepartie de ces efforts, ils demandent au roi une plus grande stabilité de leurs charges.
En effet, jusqu’ici ils étaient nommés directement par le roi, qui pouvait les révoquer librement, ce qui lui assurait une fidélité et une obéissance certaines de la part de ses agents. Louis XI va accéder à leur souhait par une ordonnance du 21 octobre 1467. Dans ce texte, il s’engage à ne plus disposer d'un office, à l'exception de trois cas :
- l’agent précédemment titulaire de la charge est décédé ;
- l’agent précédemment titulaire de la charge a démissionné ;
- l’agent précédemment titulaire de la charge a été révoqué pour forfaiture, c’est-à-dire pour une trahison commise dans l’exercice de ses fonctions, ayant été constatée judiciairement.

Cette stabilité va constituer le point de départ vers la vénalité, et plus largement vers la patrimonialisation des offices.

### Une vénalité privée officieuse  (XVe–XVIesiècle)
Une fois que les agents sont assurés de la stabilité de leur charge, ils vont commencer à en faire un véritable commerce. Cette vénalité reste d’abord privée, c’est-à-dire limitée aux échanges entre particuliers, et officieuse, car le roi ignore d’abord ces pratiques, avant de les interdire.
Formellement, les officiers utilisent la resignatio in favorem alicujus, qui est une procédure utilisée en droit canonique. Elle est toutefois modifiée et consiste donc à quitter sa charge, à la résigner, en faveur d’un tiers choisi et en échange d’une contrepartie financière, contrairement à la résignation ecclésiastique qui se fait à titre gratuit. De plus, le résignant ne doit pas décéder avant un délai de quarante jours, alors que ce délai est de vingt jours en matière ecclésiastique (ceci afin d’éviter les résignations in extremis, sur le lit de mort de l’officier). Face au développement de cette pratique, le roi veut imposer des limites, en autorisant les officiers à choisir leur successeur, mais à la condition que cela se fasse à titre gratuit. Une ordonnance de Charles VIII prescrit même aux nouveaux magistrats de prêter le serment qu’ils n’ont rien donné en échange de leur charge. Mais ce texte ne met pas fin à la pratique, et la carrière des magistrats va donc débuter la plupart du temps par un faux serment. Celui-ci, malgré son évidente hypocrisie, ne sera supprimé que par Henri IV.

#### L’acceptation de la vénalité privée par le roi
Le monarque s’aperçoit finalement que la vénalité est beaucoup trop ancrée dans les mœurs pour l’empêcher. De plus, c’est le seul moyen pour l’officier vendeur de récupérer son investissement. Plutôt que de la limiter, il va donc l’officialiser, ce qui lui permet de l’imposer. Le roi va alors prélever le quart du prix de vente de chaque office à chaque transaction, ce qui peut s’avérer non négligeable pour les offices importants de judicature ou de finance.

### Une vénalité publique (XVIe–XVIIIesiècle)

#### L'apparition d'une vénalité publique pour les offices civils (1523-1604)
À la suite de l’acceptation de la vénalité privée, le roi comprend l’intérêt de celle-ci et la récupère à son propre compte. Il va ainsi créer une vénalité publique, bénéficiant directement au Trésor royal. À partir de 1523, sous le règne de François Ier, les offices de finance et les offices d'auxiliaires de justice devinrent officiels. Leur vente était assurée par le bureau des parties casuelles qui fut fondé en 1522. La vénalité publique en France se développa entre le XVe et le XVIIIe siècle ; en 1573 on trouvait déjà environ 20.000 détenteurs d'offices royaux, en 1665, ils étaient environ 40.000. Le juriste Charles Loyseau affirmait dans les Cinq livres du droit des offices, que la vénalité fut un moyen pour Louis XII de : "laisser couler une taille insensible et imperceptible, voire purement volontaire sur l'ambition des plus riches.". L'hérédité des offices, qui avait été mise en place par l'ordonnance de 1467, fut renforcée sous Henri IV par la mise en place de la Paulette, un impôt qui représentait un soixantième du prix de la charge et qui permettait à son détenteur de la transmettre automatiquement à sa mort, tandis qu'auparavant, la charge revenait entre les mains du roi.

#### Des offices militaires toujours soumis au droit privé
Si les offices de judicature, de finance et d'administration entrèrent officiellement dans le giron du pouvoir royal, les charges militaires continuèrent au début du XVIIe siècle à faire l'objet de transactions privées entre leurs détenteurs, avec l'approbation du roi. La vénalité des charges dans l'armée suscitait cependant dès cette époque le mécontentement de la noblesse qui y voyait un moyen pour les riches roturiers d'accéder aux grades d'officiers à ses dépens, notamment dans les prestigieuses unités de la Maison militaire du roi. La déclaration royale du 4 novembre 1618 tenta ainsi de répondre à ces inquiétudes en interdisant la vénalité des charges dans le corps des Gendarmes de la Garde. Sous l'impulsion du ministre de la guerre, Le Tellier, le pouvoir royal décida finalement par l'ordonnance du 2 avril 1654 d'étendre l'interdiction de la vente de charges à tous les régiments d'infanterie, à l'exception des Gardes-françaises, pour les charges de capitaine, de lieutenant et d'enseigne. L'application de cette ordonnance rencontra cependant de nombreuses résistances, et la vente de charges militaires fit l'objet d'actes notariés jusqu'en 1680, et se poursuivit officieusement au delà.

#### La création d'offices par le pouvoir royal
Le pouvoir royal revend bien évidemment les offices vacants, mais ceux-ci sont très peu nombreux, puisqu’il s’est engagé à ne pourvoir aux offices déjà créés que dans des cas très restreints. Aussi crée-t-il de nouveaux offices, qui sont parfois restés célèbres pour leur inutilité (cette situation aurait amené le contrôleur des finances Desmarets — certains auteurs attribuent la formule au chancelier Pontchartrain — à prononcer ces mots, au début du XVIIIe siècle : « la plus belle prérogative des rois de France est que lorsque le roi crée une charge, Dieu crée à l’instant un sot pour l’acheter ».). Il démultiplie également les offices existants, ce qui donne lieu à des offices « semestres », c’est-à-dire exercés alternativement par deux officiers qui occupent la même charge, chacun pendant une partie de l’année. La vénalité publique sera un des leviers utilisés fréquemment par le roi en période de difficultés financières, notamment lors des guerres du règne de Louis XIV.

### Des vénalités tardives ou imposées: l’exemple du parlement de Flandre
Le parlement de Flandre a été créé tardivement par rapport aux autres cours souveraines d’Ancien Régime. Lorsque Louis XIV met en place le conseil souverain de Tournai, qui devient Parlement en 1686, il le compose de magistrats locaux et leur accorde le « droit de présentation », qui consiste pour les officiers à proposer au roi, lorsqu’un office est vacant, trois candidats potentiels, le roi choisissant parmi ceux-ci, sans que les charges soient vénales. Or, en mars 1693, le roi a besoin d’argent pour soutenir la guerre de la Ligue d'Augsbourg. Il promulgue donc un édit rendant toutes les charges de judicature du Parlement vénales et héréditaires. Toutefois, contrairement à ce qui s’est passé dans le reste du royaume, où tous les offices ou presque sont vénaux depuis longtemps, et ce à l’initiative de leurs titulaires, les officiers flamands s’opposent à cette réforme. Le conflit entre les parlementaires et le roi dure près d’un an ; à l’issue de celui-ci, la réforme est appliquée, mais avec quelques aménagements et adoucissements pour les officiers.
Cet exemple montre que la vénalité n’a pas toujours été perçue de manière positive par les officiers ; dans certains cas, comme celui de personnes déjà en poste, l’achat de charges onéreuses était difficile, voire impossible. Ils auraient préféré une fonction attribuée par le roi à titre gratuit, quitte à ne pas pouvoir la considérer comme une part de leur patrimoine.

### Un statut de l’office tentant de tenir compte de la vénalité
La vénalité entraîne une perte de contrôle importante pour le roi, qui ne peut plus révoquer librement ses officiers et qui n’est même plus propriétaire d’une charge qu’il leur délègue. Les juristes d’Ancien Régime élaborent une théorie permettant de concilier vénalité et intérêt du roi, au moins en apparence. Ils distinguent ainsi le titre de l’office et sa finance ; l’officier ne serait titulaire que de la finance, qui n’est qu’un prêt au Trésor, et à ce titre toujours susceptible de remboursement. Le roi reste propriétaire du titre et donc de la charge en elle-même. Mais l’éventualité du remboursement suppose que le roi puisse faire face financièrement à celui-ci, ce qui n’est pas le cas sous l’Ancien Régime concernant les remboursements massifs de charges.

## Situation contemporaine
Depuis le début du XIXe siècle, la charge de notaire en France comme celle d'huissier de justice ne s'achète pas. Il n'y a que la faculté par le notaire cédant d'user de son droit de présentation auprès du Garde des Sceaux, droit d'usage qui sera payé par le cessionnaire. Il en est de même pour les avocats au Conseil d'État et à la Cour de cassation et les greffiers des tribunaux de commerce. Les charges des avoués près les tribunaux de grande instance (avoués de première instance) ont été supprimées et les titulaires en ont été indemnisés en 1971, celles des courtiers jurés en assurance maritime ont été supprimées sans indemnisation en 1978, celles des avoués près les cours d'appel (avoués d'appel) ont été supprimées et les titulaires indemnisés au 1er janvier 2012.